# Пашков Олексій Сергійович
Пашков Олексій Сергійович (нар. 6 січня 1981) — український легкоатлет, майстер спорту України міжнародного класу, срібний призер Літніх Паралімпійських ігрор 2012 року.
Займається у секції легкої атлетики Запорізького обласного центру «Інваспорт».